# Fanny Durack
Sarah Frances "Fanny" Durack, (Sydney, 27 oktober 1889 - aldaar, 20 maart 1956) was een Australisch zwemster. Tussen 1910 en 1918 was ze de beste zwemster op alle afstanden van de sprint tot de mijl.
Op de Olympische Spelen van 1912 won ze goud op de 100 meter vrije slag. De New South Wales Ladies Swimming Association wilde Durack en Mina Wylie oorspronkelijk niet naar Stockholm sturen, maar uiteindelijk mochten ze op eigen kosten toch gaan. In de heats zwom Durack een nieuw wereldrecord, waarna ze de finale won. Hiermee was ze de eerste Australische vrouw die een Olympische medaille veroverde.
Bij de Olympische Spelen van 1920 in Antwerpen werd ze luttele dagen voor het toernooi in het ziekenhuis opgenomen om te worden geopereerd aan haar blindedarm, waardoor ze niet kon deelnemen.
In 1967 werd Durack postuum toegevoegd aan de International Swimming Hall of Fame.
1912: Fanny Durack ·
1920: Ethelda Bleibtrey ·
1924: Ethel Lackie ·
1928: Albina Osipowich ·
1932: Helene Madison ·
1936: Rie Mastenbroek ·
1948: Greta Andersen ·
1952: Katalin Szőke ·
1956: Dawn Fraser ·
1960: Dawn Fraser ·
1964: Dawn Fraser ·
1968: Jan Henne ·
1972: Sandra Neilson ·
1976: Kornelia Ender ·
1980: Barbara Krause ·
1984: Nancy Hogshead/Carrie Steinseifer ·
1988: Kristin Otto ·
1992: Zhuang Yong ·
1996: Le Jingyi ·
2000: Inge de Bruijn ·
2004: Jodie Henry ·
2008: Britta Steffen ·
2012: Ranomi Kromowidjojo ·
2016: Simone Manuel/Penelope Oleksiak ·
2020: Emma McKeon ·
2024: Sarah Sjöström
- Australian Dictionary of Biography: durack-sarah-fanny-6063
- Australian Women's Register: AWE2288b
- International Standard Name Identifier: 0000 0004 1891 1291
- Nationale bibliotheek van Australië: 51897354
- Trove: 707075
- Virtual International Authority File: 305308162